# 생방송 대한민국은 통화중
《생방송 대한민국은 통화중》은 2004년 5월 8일부터 2004년 7월 10일까지 방송되었던 예능 프로그램이다.

## 기획 의도
대한민국의 한 주간 뜨거운 이슈에 대한 국민들의 생각을 실시간으로 휴대 전화 조사를 통해 알아보는 예능 프로그램이다.

## 참고 사항
- 《느낌표》 후속에 이어진 낮은 시청률으로 조기종영하는 수모를 당했다.
- 원본 영상은 로스트 미디어가 되었기 때문이다.

## 같이 보기
- 이중통신

| MBC TV 토요일 밤 9시 45분 프로그램   | MBC TV 토요일 밤 9시 45분 프로그램              | MBC TV 토요일 밤 9시 45분 프로그램 |
| 이전 작품                            | 작품명                                          | 다음 작품                          |
| ------------------------------------ | ----------------------------------------------- | ---------------------------------- |
| 느낌표 (1기) (2001.11.10 ~ 2004.5.1) | 생방송 대한민국은 통화중 (2004.5.8 ~ 2004.7.10) | 사과나무 (2004.7.17 ~ 2005.4.16)   |